# Дорога в Эйвонли
Дорога в Эйвонли — канадский телесериал, показанный с 1990 по 1996 годы. Он был создан продюсером Кевином Салливаном и снят его компанией Sullivan Films (позже Sullivan Entertainment) в сотрудничестве с СВС и Disney Channel. Сюжет является вольной адаптацией произведений Люси Мод Монтгомери «Рассказчица» и «Золотая дорога», в которых действующими лицами являются Сара Стэнли и её родственники — Фелисити, Феликс и Сесили. Место действия - остров Принца Эдуарда (но не деревня Эйвонли), и, таким образом, ряд эпизодов и ситуаций перекликаются с книгами «Хроники Эйвонли» и «Дальнейшие хроники Эйвонли».
Некоторые персонажи заимствованы из других работ Монтгомери. Например, Рэйчел Линд и Марилла Катберт только кратко упомянуты в «Хрониках Эйвонли», однако они известные героини дебютного романа Монтгомери «Энн из Зелёных Мезонинов». Также персонажи Дэви и Дора появляются в «Энн из Эйвонли».
Дальнейшие эпизоды включают много основных персонажей, которых нет в книгах Монтгомери. И наоборот, наиболее известный персонаж Энн Ширли ни разу не появляется в сериале, хотя на неё есть отсылки в редких случаях. По некоторым сериям различными авторами были написаны книги (всего около 30).
В Соединённых Штатах название изменили на «Эйвонли», и многие эпизоды переименовали и поменяли местами. Когда в Америке сериал вышел на VHS и DVD, его назвали «Истории из Эйвонли».
В дополнение был снят сиквел «С Рождеством, мисс Кинг!» (другое название — «Рождество в Эйвонли»), который увидел свет в 1998 году.

## Сюжет
Местом действия сериала является вымышленный маленький городок Эйвонли на острове Принца Эдуарда в начале XX века (1903—1912). Богатый отец отправляет десятилетнюю дочь Сару Стэнли к её теткам Хетти и Оливии Кинг, чтобы она какое-то время пожила с семьей её покойной матери, поскольку из-за скандала, связанного с хищением, его поместили под домашний арест. Центр внимания сериала постепенно смещается от Сары и её взаимоотношений с местными людьми к событиям вокруг семьи Кингов. Последние сезоны фокусируются на жителях Эйвонли, связанных с этой семьей. Сара Полли покинула сериал в 1994-м и появилась только как приглашенный гость в эпизодах 6-го и 7-го сезонов.

## Персонажи

### Основные персонажи
- Сара Стэнли: любящая приключения 10-летняя девочка, жившая в Монреале с отцом и няней, которая должна подстроиться под более простую жизнь в Эйвонли. Её мать, Рут Кинг — сестра Хетти, Алека, Роджера и Оливии — умерла от туберкулеза, когда Сара была совсем маленькой. Когда отец Сары испытывает трудности, он на некоторое время отправляет её с няней Луизой в Эйвонли. Няня уезжает обратно, и Сара остается с незамужними тетками Хетти и Оливией в Розовом Коттедже. В последующих сезонах Сара также способствует женитьбе некоторых людей, что вызывает много споров в достаточно консервативном доме. После пятого сезона Сара покидает сериал. В середине шестого сезона она появляется вновь в одном эпизоде, и няня Луиза и тетя Хетти планируют её будущее без учёта её собственного мнения. Сара, желая стать писательницей, подает заявку в престижную школу в Париже, и тетя с няней в конце концов одобряют её план. Сара также приезжает на свадьбу Фелисити в последней серии, но уже не появляется в фильме «Рождество в Эйвонли».
- Генриетта (Хетти) Кинг: степенная, не любящая шутить учительница среднего возраста. Она старшая в семье Кингов и является её неформальным лидером. Хетти живёт в Розовом Коттедже с сестрой Оливией и племянницей Сарой. Несмотря на внешнюю сухость, она добросердечна и очень привязана к своей семье и друзьям. В последующих сезонах она прекращает преподавать и пишет книги, потом опять возвращается к преподаванию. Когда Сара уезжает в Европу, Хетти заботится о миссис Линд и близнецах, Дэви и Доре Кит. В фильме «Рождество в Эйвонли» Хетти планирует праздничный концерт с учениками, но её подводит здоровье, и Фелисити берет концерт на себя. Будучи в больнице, она узнает, что у неё раковая опухоль, и необходима срочная операция. Опухоль успешно удаляют, и Хетти приходит на концерт, полностью поправившись.
- Оливия Кинг-Дейл: младшая сестра Хетти, она более чувствительна и общительна. Больше всего внимания уделяется её общественным взаимоотношениям с другими жителями Эйвонли. Оливия устраивается на работу в местную газету и знакомится с Джаспером Дейлом, который делает фотографии для её статей. Она выходит замуж за Джаспера и переезжает из Розового коттеджа. У них рождается сын Монтгомери, и позже они удочеряют ещё одну девочку, Алишу, дочь одной из работниц на фабрике. Позже Оливия и Джаспер покупают местную фабрику и занимаются её управлением. В конце сериала после пожара на фабрике Джаспер принимает приглашение на работу от Лондонского научного общества, и они переезжают в Лондон. В фильме «Рождество в Эйвонли» Джаспер опаздывает на корабль в Эйвонли, и Оливия начинает анализировать их брак и задумываться о том, чтобы остаться в Эйвонли. Но когда Джаспер присылает ей музыкальную шкатулку на Рождество, она понимает, что всё ещё любит его, и решает вернуться в Лондон.
- Алек Кинг: дядя Сары, брат Хетти, Оливии, Роджера и матери Сары. Он фермер и живёт с семьей на ферме Кингов рядом с Розовым Коттеджем. Алек обычно более уравновешен и является голосом разума, когда Хетти становится бескомпромиссной и слишком упрямой. Это семьянин, который обожает свою жену, детей и ферму.
- Джанет Кинг: любящая жена Алека, но при этом самостоятельно мыслящая женщина. Она — мать Фелисити, Феликса, Сесили и Дэниела Кингов. У неё также есть сестра Эбигейл МакИвен.
- Фелисити Кинг-Пайк: старшая дочь Алека и Джанет. Она часто стремится брать на себя взрослые обязанности и чувствует свое превосходство по отношению к другим братьям и сестрам и Саре. На протяжении сериала она превращается из маленькой зазнайки в разумную и красивую молодую женщину. В процессе взросления она хочет стать женой, учителем, врачом, и в конце концов становится управляющей сиротского приюта Эйвонли. Начиная со второго сезона, она сближается с Гасом Пайком, который впервые её целует, и позже она принимает его предложение — но затем он теряется в море после кораблекрушения. Фелисити и Хетти отправляются на поиски и находят Гаса живым, но ослепшим. Фелисити привозит его домой и выходит за него замуж в последней серии.[2] В фильме «Рождество в Эйвонли» Гас работает в военном департаменте в Галифаксе, а Фелисити понимает, что ждет их первого ребёнка.
- Феликс Кинг: непослушный старший сын Алека и Джанет. Предполагается, что он должен унаследовать ферму, но ему не очень нравится эта работа. Он устраивается помощником в отель «Белые пески», и достигает определенных успехов в сфере гостеприимства, мечтая даже открыть собственное кафе. Он дружит с Иззи, дочерью мистера Петтиборна, овдовевшего учителя, который заменяет Хетти после её ухода. Их дружба позже переходит в роман. В последнем сезоне, устав от стабильности, Феликс вступает на службу во флот.
- Сесили Кинг: скромная младшая дочь Алека и Джанет (её роль играют две разные актрисы на протяжении сериала). Она больше любит работу на ферме, чем старший брат Феликс, и Алек впоследствии предполагает оставить ферму ей. Сесили позже заболевает туберкулезом, и её вынуждены поместить в санаторий в Соединенных Штатах. Она полностью выздоравливает через какое-то время.
- Дэниел Кинг: младший сын Алека и Джанет, он рождается в конце второго сезона.

### Второстепенные персонажи
- Рэйчел Линд: местная сплетница и блюстительница морали. В начале сериала она живёт со своей подругой Мариллой Катберт в «Зеленых Крышах». Они берут опеку над детьми дальних родственников — Дэви и Дорой Кит. После смерти Мариллы Рэйчел остается с ними одна. Позже она переносит инсульт и переезжает сначала к сыну в Саскатун, а потом с детьми в дом Хетти Кинг, которая заботится о них. Восстановившись после инсульта, Рэйчел перерождается: она становится более свободомыслящей и хочет жить полной жизнью, пока есть возможность.
- Гас Пайк: молодой бродяга, который сначала подрабатывает на ферме Кингов, затем на фабрике. Постепенно он завоевывает уважение местных жителей. Он разговаривает с особым канадским акцентом под названием «Maritimer English». Хетти испытывает к Гасу особую симпатию, потому что видит в нём потенциал и трудолюбие, и побуждает заняться образованием. Гас позже устраивается на работу в отель «Белые пески» официантом. Он вступает в романтические отношения с Фелисити и делает предложение, но так как она хочет поступить в медицинскую школу, они решают подождать, и Гас устраивается на корабль. После кораблекрушения все полагают, что он погиб, однако через год, после непонятного звонка, Фелисити и Хетти отправляются на поиски в США и находят его ослепшим. Они привозят Гаса обратно, он переносит операцию на глазах, после чего женится на Фелисити.
- Элайза Уард: пожилая эксцентричная тётя Алека и Джанет, которая часто посещает ферму Кингов. Позже она переезжает к ним на постоянное жительство, и её острый ум и жизненная мудрость становятся незаменимыми в жизни семьи. В конце сериала она отправляется в Англию, чтобы похоронить свою старшую сестру.
- Джаспер Дейл: гениальный местный изобретатель и фотограф, который страдает заиканием и социофобией. Не без помощи Сары Стэнли ему удается преодолеть свой страх, познакомиться с Оливией и сделать ей предложение, которое она принимает. Позже она покупают местную фабрику и применяют там изобретение Джаспера, однако фабрика сгорает из-за удара молнии в конце сериала. Джаспера приглашают на работу в Лондон, и они с Оливией и сыном отправляются туда.
- Марилла Катберт: более терпимая к другим подруга Рэйчел, она заимствована из повести «Энн из Зеленых Крыш». После того, как Энн Ширли вырастает, Марилла берет на воспитание осиротевших детей её дальней родственницы Мэри Кит, Дэви и Дору. Рэйчел изначально была против, однако со временем и она привязывается к детям. После смерти Мариллы дети остаются с Рэйчел, а когда она переносит инсульт, переезжают в Розовый Коттедж к Хетти.
- Дэви Кит: осиротевший родственник Мариллы, которого она усыновила вместе с его сестрой Дорой. Дэви — шаловливый и раздражительный, часто попадает в неприятности. Он не появляется в фильме «Рождество в Эйвонли», а в фильме «Энн из Зеленых Крыш: продолжение истории» Энн Блайт сталкивается с Рэйчел Линд, которая в слезах сообщает ей, что Дэви ушёл в армию.
- Дора Кит: сестра-близнец Дэви, приехавшая вместе с ним в Эйвонли после смерти матери. В отличие от Дэви, Дора очень мила и хорошо себя ведет.
- Мюриэл Стэйси-Петтиборн: учительница, которая была назначена заведующей школами в округе. Она совсем не похожа на Хетти, и они вначале недолюбливают друг друга. Этот персонаж взят из «Энн из Зеленых Крыш». Позже Мюриэл переезжает в Эйвонли насовсем, покупает магазин у Лоусонов и выходит замуж за Клайва Петтиборна.
- Клайв Петтиборн: вдовец с тремя детьми, который приезжает в Эйвонли на работу учителем, чтобы заменить Хетти. Полковник в отставке, он чрезвычайно строг с детьми. Вскоре после его приезда выясняется, что и он, и Хетти — успешные писатели под псевдонимами. Некоторое время они помогают друг другу в написании книг. Позже ему предлагают должность суперинтенданта (заведующего школами), и он женится на Мюриэл Стэйси.
- Изольда (Иззи) Петтиборн: младшая дочь Клайва, она дружит с Феликсом Кингом, он интересуется ей в романтическом плане. Ребёнком Иззи хотела походить на отца и мечтала стать генералом Британской армии, но в процессе взросления в ней всё больше проявляются женские черты. У неё есть два брата, Морган и Артур.
- Артур Петтиборн: старший сын Клайва. Сначала он винит отца в смерти матери, но постепенно их отношения улучшаются после переезда в Эйвонли. Некоторое время Артур соперничает с Гасом за внимание Фелисити. Они, однако, после этого никак не пересекаются. Они оба присутствуют в фильме «Рождество в Эйвонли», но снова не встречаются друг с другом. Артур — мрачный, интеллектуальный и эксцентричный студент, который учится на ветеринара.
- Клара Поттс: одна из главных городских сплетниц, она часто общается с Юлайли Бьюгл. Клара также обожает Фелисити. Она исходно появляется в «Энн из Зеленых Крыш»; Марилла не любила её.
- Юлайли Бьюгл: ещё одна городская сплетница, её часто можно увидеть с Кларой Поттс или Рэйчел Линд. Она появляется в третьем сезоне.
- Пег Боуэн: сборщица трав, ведущая замкнутый образ жизни. Некоторые считают, что она ведьма. Люди её побаиваются, но она помогает детям.
- Саймон Тримэйн: владелец и управляющий отеля «Белые пески» родом из Шотландии. Хетти входит вместе с ним в долю, инвестировав в отель. Они оба привержены консерватизму. В последнем сезоне Саймон делает Хетти предложение, но в итоге они соглашаются, что лучше это отложить.
- Пьер Лапьер: шеф-повар ресторана в отеле «Белые пески». Он родом из Квебека, и специализируется на французской кухне, презрительно отзываясь об английской. Пьер проявляет особое внимание к Рэйчел Линд.

## Приглашенные звёзды
На протяжении всех 7 сезонов сериала в съемках принимали участие многие мировые знаменитости. В их числе:
- Фрэнсис Бэй
- Брюс Гринвуд
- Кристофер Ллойд
- Кристофер Рив
- Дайана Ригг
- Дайан Уист
- Юджин Леви
- Фэй Данауэй
- Джон Невилл
- Кейт Неллиган
- Мэдлин Кан
- Морин Стэплтон
- Мег Тилли
- Майкл Йорк
- Нед Битти
- Питер Койоти
- Райан Гослинг
- Шейла Маккарти
- Стокард Чэннинг
- Трит Уильямс

## Место съёмок
Сериал «Дорога в Эйвонли» снимался в городе Уксбридж в провинции Онтарио (это тот самый город, в котором Люси Мод Монтгомери жила и писала в течение десятилетия после переезда с острова Принца Эдуарда). Под Эйвонли адаптировали существующие здания, а дороги были специально покрашены под цвет красного песка на острове. Съемки также проходили в историческом музее Вестфилд во Фламборо, Онтарио. Использовалась также цифровая обработка некоторых сцен.

## Релиз на DVD
Sullivan Entertainment выпустила все 7 сезонов на DVD в 2005—2006 годах. В 2009 был начат выпуск сериала в широкоэкранном формате. На декабрь 2012 года все сезоны и сиквел были выпущены на широком экране.

## Награды и номинации
В течение 7 лет показа сериал выиграл и был номинирован на различные международные награды:
- 16 номинаций на Эмми, 4 награды[6]: За лучшую мужскую роль в драматическом телесериале, 1992 (Кристофер Ллойд), За лучшую детскую роль (1993), За лучший дизайн костюмов для сериала (1995), Лучшая приглашенная актриса в драматическом сериале (1997).
- 17 номинаций на CableAce, 4 награды: Лучший драматический сериал (1991, 1993, 1994), Лучший сценарий для драматического сериала.
- 18 наград Джемини: Лучшая режиссура, Лучший дизайн костюмов, Лучший саундтрек, Лучшая женская главная роль, Лучшая мужская главная роль, Лучшая приглашенная актриса, Лучшая второстепенная женская роль.